# Leopold Levitsky
Leopold Levitsky (né le 7 août 1906 à Burdiakivtsi et mort en 14 mai 1973 à Lviv, en polonais : Łeopold Łewycki et en ukrainien : Левицький Леопольд Іванович) est un peintre ayant travaillé à Lviv en Ukraine.

## Biographie
Il fait ses études au gymnasium de Tchortkiv et en 1925 il entre à l'académie des Beaux arts de Cracovie.
À partir de septembre 1939, il est le chef de l'administration de Tchortkiv. Installé à Lviv en 1945, il y poursuit son œuvre.
Il  meurt à Lviv le 14 mai 1973 et repose au cimetière de Lytchakiv.

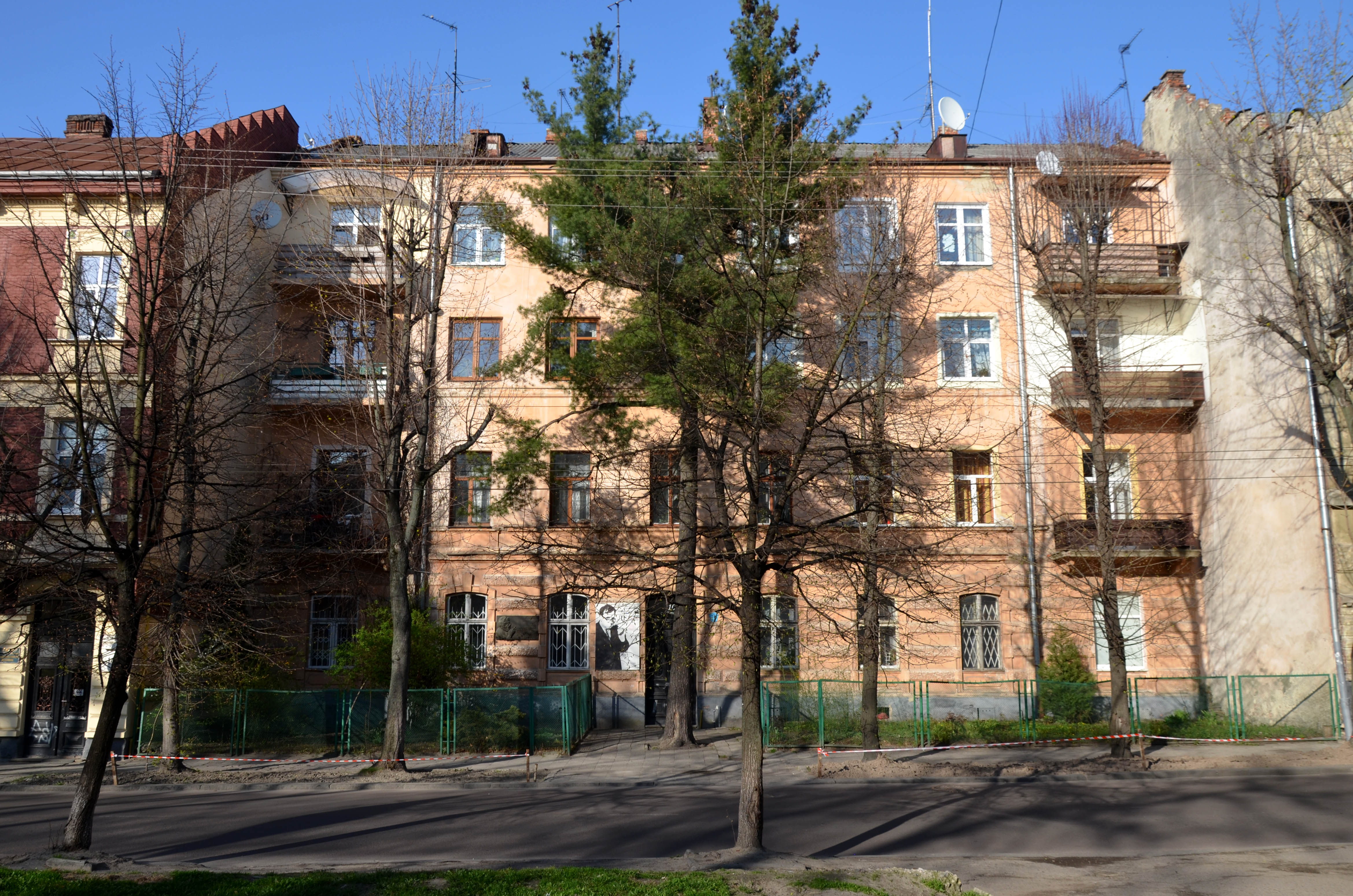
La maison musée de Levitsky classée partie du Musée national de Lviv.